# باسكوالي بين
باسكوالي بين (بالإيطالية: Pasquale Pane)‏ هو لاعب كرة قدم إيطالي في مركز حراسة المرمى، ولد في 11 مارس 1990 في أتشيرا في إيطاليا.

## وصلات خارجية
- باسكوالي بين على موقع قاعدة بيانات كرة القدم.إي يو (الإنجليزية)
- باسكوالي بين على موقع Soccerway.com (الإنجليزية)
- باسكوالي بين على موقع عالم كرة القدم.نت (الإنجليزية)